# Adelpha coryneta
Espèce
Adelpha coryneta  est une espèce de papillons de la famille des Nymphalidae, sous famille des Limenitidinae et du genre Adelpha.

## Dénomination
Adelpha coryneta a été décrit par William Chapman Hewitson en 1874 sous le nom Heterochroa coryneta.

## Écologie et distribution
Adelpha coryneta est présent en Bolivie. 

### Protection
Pas de statut de protection particulier.